# アッポしましまグー
『アッポ・しましま・グー』は、1969年3月30日から1971年4月2日までNET（現・テレビ朝日）系列局で放送された子供向けの公開人形劇番組である。大塚製薬の一社提供。

## 概要
人形劇を中心にした公開子供番組で、司会の阿部進が会場の子供たちと舞台の世界を繋ぐとともに、人形劇を通じて母親に育児のアドバイスをしていた。人形劇は童話『赤ずきん』をモチーフにしており、青い帽子を被った美少女「アッポちゃん」、ずる賢いが間抜けなオオカミの「しましまおおかみ」、面白い事が好きなアヒルの「グー」の3キャラクターが様々な事を起こしていた。
放送期間中、幼児向け月刊誌『たのしい幼稚園』（講談社刊）にこの番組の絵物語が連載されていた。
演出家の清水浩二が台本製作を担当していたが、清水自身、当時1500万円の借金を抱えていたため他の作家を雇うことが出来ず、全て自分で台本を書いていたという。

## 放送時間
いずれもJST。
- 月曜 - 金曜 8:10 - 8:30 （1969年3月30日 - 1970年1月16日）
- 月曜 - 金曜 8:10 - 8:25 （1970年1月19日 - 1971年4月2日） - 8:25 - 8:30枠に天気予報枠を設置するため、5分短縮。

なお、1969年4月7日から1970年10月1日までは、平日16:20 - 16:35に再放送されていた。再放送はノンスポンサーだった。

## 出演者

### 司会
- 阿部進

### 声の出演
- アッポちゃん：喜多道枝
- しましまおおかみ：野沢那智
- グー：大泉滉

## 歌
いずれも作詞：清水浩二、作曲：横山菁児。
- 主題歌
  - 「アッポ・しましま・グー」歌：中村晃子、ボニー・ジャックス（キングレコード）
- 挿入歌
  - 「夢をひろった女の子」歌：喜多道枝
  - 「しましまおおかみ」歌：野沢那智
  - 「グッタン・グタンド・グッググー」歌：大泉滉